# ثيودور بارساكوتينوس
ثيودور بارساكوتينوس (باليونانية: Θεόδωρος Παρσακουτηνός)‏ كان قائدًا بيزنطيًا في ستينيات القرن التاسع وابن أخت الإمبراطور نيكيفوروس الثاني فوكاس المعروف بنقفور الثاني.

## حياته
لقب عائلته (مكتوب بشكل خاطئ Παρσακουντηνός، بارساكونتينوس، في بعض المخطوطات) مشتق من منطقة "بارساكوتي" (Παρσακούτη). تزوج والده ثيودولوس بارساكوتينوس من سيدة من عائلة فوكاس القوية، ويبدو أنها ابنة القائد بارداس فوكاس، والد القائد والإمبراطور المستقبلي نيكيفوروس الثاني فوكاس (حكم 963-969). كان لثيودور شقيقان (ربما أصغر سنًا)، هما بارداس ونيكيفوروس.
تم ذكر ثيودور لأول مرة في عام 962، وفي ذلك الوقت كان يشغل رتبة بطريق ومنصب الإستراتيجوس لبند غير مسمى. قام بغارة على المناطق الحمدانية حول منبج بقوة قوامها 1,000 (بحسب أبو فراس) أو 1,300 (بحسب ابن ظافر). قاد الحاكم الحمداني المحلي أبو فراس الحمداني قوة قوامها 70 جنديًا هزم بها مفرزة من رجال ثيودور واستعاد الغنيمة التي أخذوها، ولكن عند عودته إلى منبج تم القبض عليه ونقله كأسير إلى القسطنطينية. حاول ثيودور أن يبادل سجينه الذي هو ابن عم أمير حلب سيف الدولة الحمداني، بوالده وأحد إخوته، الذي تم القبض عليه في الحدث عام 954، ولكن على ما يبدو لم ينجح حتى عام 966، عندما تم تبادل أبو فراس وغيره من الأسرى العرب بالبيزنطيين الذين احتجزهم الحمدانيون.
بعد فترة وجيزة في ديسمبر 962، كان نقفور فوكاس، الذي كان لا يزال القائد العام للجيش البيزنطي، قد تقدم نحو حلب وقام بالاستيلاء على المدينة السفلى ولكن لم يتمكن من الاستيلاء علىالقلعة التي استمرت في المقاومة. ربما يمكن التعرف على ثيودور على أنه ابن أخت نقفور الذي لم يُذكر اسمه والذي هاجم القلعة بمبادرة منه، لكنه قُتل على يد جندي ديلمي. وعندما تم إحضار رأسه المقطوع إلى نقفور، ورد أن الأخير قطع رؤوس 1,200 أسير عربي.
إذا لم يُقتل عام 962، فمن المحتمل أنه شارك مع إخوته في التمرد الفاشل لابن عمهم بارداس فوكاس الأصغر عام 970 ضد يوحنا زيمسكي (حكم من 969 إلى 976). حاول البارسكوتينوي حشد الدعم لفوكاس في قيصرية، لكنهم تخلوا عنه بمجرد اقتراب الجيش الإمبراطوري بقيادة بارداس سكليروس.